# Claude Groscassand-Dorimond
Claude Marie Groscassand-Dorimond est un homme politique français né vers 1750 et mort le 21 octobre 1821.

## Biographie
Avocat au Parlement de Dijon en 1778, il devient administrateur de l'Ain en 1791. Déclaré suspect, il est proscrit en 1793. Rentré en France après le 9 thermidor, il est juge au tribunal civil de l'Ain en l'an IV. Il est élu député de l'Ain au Conseil des Cinq-Cents le 23 germinal an VI. Opposé au coup d'État du 18 Brumaire, il est exclu de la représentation nationale et brièvement détenu.

## Sources
- « Claude Groscassand-Dorimond », dans Adolphe Robert et Gaston Cougny, Dictionnaire des parlementaires français, Edgar Bourloton, 1889-1891 [détail de l’édition]